# Marklhof
Marklhof ist ein Ortsteil der Gemeinde Altendorf im Oberpfälzer Landkreis Schwandorf, Bayern, und Mitglied der Verwaltungsgemeinschaft Nabburg.

## Geographie
Marklhof liegt im oberen Teil eines Gebirgstales, das der 465 Meter hohe Stabberg im Norden sowie der 516 Meter hohe Herzogberg und der 535 Meter hohe Tannenberg im Süden bilden. Marklhof liegt 1,8 Kilometer westlich von Altendorf und 1,2 Kilometer südwestlich der Staatsstraße 2040.

## Geschichte
Im 14. Jahrhundert verlief die Grenze des Amtes Nabburg durch Marklhof. Im Häuser- und Rustikalsteuerkataster von 1808 war Marklhof mit einem Anwesen verzeichnet. Das Anwesen trug den Namen Märklhof, sein Inhaber war Georg Märkl. Anfang des 19. Jahrhunderts gehörte Marklhof mit 2 Familien zum selbständigen Rittergut Willhof und zum Patrimonialgericht Guteneck. 1831 wurden Willhof und Marklhof eingezogen und gelangten zum Landgericht Nabburg.
1811 wurden in Bayern Steuerdistrikte gebildet. Dabei kam Marklhof zum Steuerdistrikt Altendorf. Der Steuerdistrikt Altendorf bestand aus den Dörfern Altendorf und Unterkonhof, den Einöden Marklhof und Murglhof, den Waldungen Tannach und Altendorfer Kirchholz. Er hatte 60 Häuser, 357 Seelen, 500 Morgen Äcker, 160 Morgen Wiesen, 130 Morgen Holz, 15 Morgen öde Gründe und Wege, 7 Pferde, 40 Ochsen, 70 Kühe, 40 Stück Jungvieh, 30 Schafe und 24 Schweine.
Schließlich wurde 1818 mit dem Zweiten Gemeindeedikt die übertriebene Zentralisierung weitgehend rückgängig gemacht und es wurden relativ selbständige Landgemeinden mit eigenem Vermögen gebildet, über das sie frei verfügen konnten. Hierbei kam Marklhof zur patrimonialgerichtischen Gemeinde Altendorf. Die Gemeinde Altendorf bestand aus den Ortschaften Altendorf mit 59 Familien, Murglhof mit 2 Familien, Marklhof mit 2 Familien und Unterkonhof mit 8 Familien. 1872 wurden die Ortschaften Marklhof und Unterkonhof aus der Gemeinde Altendorf der Gemeinde Willhof zugeteilt. Im Januar 1972 wurde die Gemeinde Willhof in die Gemeinde Altendorf eingegliedert.
Marklhof gehörte vom 18. bis zum 20. Jahrhundert zur Filialkirche Willhof der Pfarrei Altendorf, Dekanat Nabburg.

## Einwohnerentwicklung ab 1818
| Jahr | Einwohner  | Gebäude |
| ---- | ---------- | ------- |
| 1818 | 2 Familien | k. A.   |
| 1828 | 8          | 1       |
| 1838 | 8          | 1       |
| 1864 | 10         | 5       |
| 1875 | 8          | 4       |
| 1885 | 9          | 1       |
| 1900 | 8          | 1       |
| 1913 | 8          | 1       |

| Jahr | Einwohner | Gebäude |
| ---- | --------- | ------- |
| 1925 | 8         | 1       |
| 1950 | 6         | 1       |
| 1961 | 6         | 1       |
| 1964 | 6         | 1       |
| 1970 | 7         | k. A.   |
| 1987 | 4         | 1       |
| 2011 | 5         | k. A.   |

## Tourismus
Marklhof liegt am Main-Donau-Weg.